# Хрисовери, Аристид Фёдорович

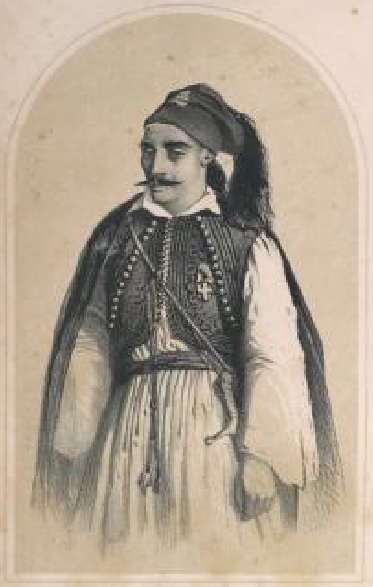
Портрет Хрисовери в Русском художественном листке Тимма

Аристид Фёдорович Хрисовери (греч. Αριστείδης Χρυσοβέργης; 1812 — ?) — инициатор создания и один из командиров Греческого легиона императора Николая I в годы Крымской войны.

## Биография
Аристид Хрисовери родился в 1812 году, в причерноморском городе Месемврия в греческой семье. В юности эмигрировал в Россию. Образование получил в «Торговой греческой школе Одессы».
В 1828 году Россия объявила войну Турции, в то время как в охваченной освободительной борьбой Греции уже 7 лет продолжались кровавые военные действия. Аристид бросил учёбу и примкнул к рядам восставших. В дальнейшем Хрисовери продолжил службу в Греческой королевской армии и к концу 1840-х годов имел чин поручика.
С началом Крымской войны, Хрисовери появился в начале 1854 года в Бухаресте, и с помощью знакомого ему российского морского офицера, грека Иоанниса Власопуло, встретился с командующим российской Дунайской армии генералом М. Д. Горчаковым. Хрисовери предложил ему создание отдельного отряда греческих волонтёров. По распоряжению Горчакова, Хрисовери был направлен в Особый отряд генерала А. К. Ушакова, действовавшего на нижнем Дунае. Примечательно что греческие волонтёры и сам Хрисовери не были одеты в российские военные мундиры, а носили греческую клефтскую фустаннелу, как и повстанцы Освободительной войны Греции 1821—1829 годов.
26 июня 1854 года, в Сулинском гирле, Хрисовери в звании капитана и во главе 25 греческих волонтёров принял бой против британского десанта в 700 человек. В ходе этого боя англичане потеряли убитыми 6 офицеров и 72 рядовых, включая командира десантного отряда капитана аристократа Ричарда Гайд-Паркера IV, что послужило причиной слушания в британском парламенте.
К началу 1855 года Греческий легион, насчитывающий около 800 волонтёров был переброшен в Крым. При штурме Евпатории 5 февраля 1855 года, легион потерял убитыми несколько десятков человек, 30 раненных, среди которых командиры Хрисовери и Стамати. Последний позже умер от ран.
После Евпатории Греческий легион принял участие в обороне Севастополя, в составе гарнизона с 1 марта по 27 августа 1855 года.
После того как русские войска оставили Севастополь, легион держал оборону на Инкерманских и Мекензиевых высотах, участвовал в вылазках, а в сражении на речке Чёрной 6(16) августа 1855 года легион в составе 500 человек сражался в левой колонне войск под командованием генерал-лейтенанта К. А. Бельгарда и участвовал в штурме Телеграфной горы. Среди отличившихся командование отметило волонтёров: командира 4-й роты Антона Гини, майора Аристида Хрисовери и других.
После войны Аристид Хрисовери остался в России и в 1864 году, будучи отставным полковником, обратился с прошением к Российским властям о сооружении памятника грекам, павшим в Крымской войне. Проект памятника не был, однако, осуществлен. Однако в середине лета 2016 года памятник Греческому легионы был поставлен по проекту XIX века в г. Севастополе на Историческом бульваре возле мини-террариума с животными.